# Pyramica connectens
Pyramica connectens är en myrart som först beskrevs av Kempf 1958.  Pyramica connectens ingår i släktet Pyramica och familjen myror. Inga underarter finns listade i Catalogue of Life.